# Liste der Grafschaften im Vereinigten Königreich
Diese Liste zeigt die Etymologie der Namen der Countys im Vereinigten Königreich. Sie beinhaltet traditionelle Grafschaften und Verwaltungsgrafschaften.
Anmerkung: Das häufig verwendete Wort shire stammt aus dem Altenglischen und bedeutet „Verwaltungsbezirk“.

## England
| County                 | Herkunftssprache                  | Bedeutung |
| ---------------------- | --------------------------------- | --- |
| Avon                   | Britannisch                       | Benannt nach dem Fluss Avon (Avon heißt auf Britannisch Fluss) |
| Bedfordshire           | Altenglisch                       | Shire von Bedford: Furt des Bieda |
| Berkshire              | Britannisch                       | Hügeliges Gebiet (+ shire) |
| Buckinghamshire        | Altenglisch                       | Shire von Buckingham: Heim des Bucca |
| Cambridgeshire         | Altenglisch                       | Shire von Cambridge: Brücke am River Cam (Cam ist eine Herleitung des Wortes Granta, dessen Herkunft umstritten ist). Die Stadt hieß früher Grantbridge, was Brücke am Granta bedeutet, das County war jedoch immer unter dem Namen Cambridgeshire bekannt. |
| Cheshire               | Altenglisch/Lateinisch            | Shire von Chester (nach dem römischen Stadtnamen „Castra Devana“) |
| Cleveland              | Altenglisch                       | Klippenland |
| Cornwall               | Britannisch/ Altenglisch          | Land des britannischen Stammes der Cornovii (Volk der Halbinsel) |
| Cumberland             | Altenglisch                       | Region der kambrischen Britonen |
| Cumbria                | Walisisch                         | Territorium der Cymry (Cymry war das britannische Wort für die Britonen jener Region, ähnlich wie 'Cymru' (Wales)) |
| Derbyshire             | Altnordisch                       | Shire von Derby: Dorf der Tiere |
| Devon                  | Britannisch                       | Territorium der Dumnonier (der Name dieses keltischen Stammes ist unbekannter Herkunft) |
| Dorset                 | Altenglisch                       | Siedlung von Dorchester: Römische Stadt Durnovaria (Durnovaria ist Britannisch und bedeutet Ort mit faustgroßen Kieselsteinen) |
| County Durham          | Altnordisch                       | von Dunholme: Insel mit einem Hügel |
| Essex                  | Altenglisch                       | Ost-Sachsen |
| Gloucestershire        | Altenglisch/Lateinisch            | Shire von Gloucester: Römische Stadt Glevum (Glevum bedeutet auf Britannisch heller Ort) + lat. castrum |
| Hampshire              | Altenglisch                       | Früher als 'Southamptonshire' bekannt, die Bedeutung ist 'shire von Southampton': Südliche Stadt des Hamo (Hamo bezieht sich auf einen angelsächsischen Eroberer und Siedler des 5. Jahrhunderts)                                                           |
| Hereford and Worcester | Englisch                          | Kombination von Herefordshire und Worcestershire |
| Herefordshire          | Altenglisch                       | Shire von Hereford: Eine Furt, die sich für die Überquerung durch ein Heer eignet (vgl. auch die deutsche Stadt Herford) |
| Hertfordshire          | Altenglisch                       | Shire von Hertford: Furt, die von Hirschen benutzt wird |
| Humberside             | Englisch                          | Neben dem Fluss Humber (Humber ist eine britannisches Wort unbekannter Herkunft) |
| Huntingdonshire        | Altenglisch                       | Shire von Huntingdon: Hügel des Hunta |
| Isle of Wight          | Englisch/ Britannisch             | Insel am Ort der Teilung |
| Kent                   | Britannisch                       | Land der Cantii or Cantiaci: der Name eines keltischen Stammes mit der Bedeutung weiß, hell |
| Lancashire             | Altenglisch/Lateinisch            | Shire von Lancaster: Römisches Fort (castrum) am River Lune (Lune ist ein britannisches Wort und bedeutet rein) |
| Leicestershire         | Altenglisch/Lateinisch            | Shire von Leicester: Römische Stadt bzw. Heerlager (castrum), nach dem Volk der Ligore benannt (Ligore ist ein keltischer Stammesname unbekannter Herkunft)                                                                                                 |
| Lincolnshire           | Britannisch/ Lateinisch           | Shire von Lincoln: Römische Kolonie Lindum Colonia |
| Greater Manchester     | Englisch/ Britannisch/ Lateinisch | Groß-County von Manchester: Römische Stadt (castrum) bei Mamm (Mamm war der britannische Name von Manchester und bedeutet brustförmiger Hügel) |
| Merseyside             | Englisch                          | Neben dem River Mersey (Mersey ist ein altenglisches Wort und bedeutet Grenzfluss) |
| Middlesex              | Altenglisch                       | Mittel-Sachsen |
| Norfolk                | Altenglisch                       | Nördliches Volk |
| Northamptonshire       | Altenglisch                       | Shire von Northampton: Nördlicher Heimathof |
| Northumberland         | Altenglisch                       | Land jener Leute, die nördlich des Flusses Humber leben (Humber ist ein britannisches Wort unbekannter Herkunft) |
| Nottinghamshire        | Altenglisch                       | Shire von Nottingham: Heim des Snot (angelsächsischer Eigenname) |
| Oxfordshire            | Altenglisch                       | Shire von Oxford: Ochsenfurt (vgl. auch die deutsche Stadt dieses Namens) |
| Rutland                | Altenglisch                       | Land des Rota |
| Shropshire             | Altenglisch                       | Shire von Shrewsbury: Befestigter Ort beim Gestrüpp (scrub) |
| Somerset               | Altenglisch                       | Siedler um Somerton: Im Sommer verwendeter Bauernhof |
| Staffordshire          | Altenglisch                       | Shire von Stafford: Furt bei einem Ankerplatz |
| Suffolk                | Altenglisch                       | Südliches Volk |
| Surrey                 | Altenglisch                       | Südlicher Bezirk |
| Sussex                 | Altenglisch                       | Süd-Sachsen |
| Tyne and Wear          | Englisch                          | Gebiet zwischen den Flüssen Tyne und Wear (Tyne ist ein alternatives britannisches Wort für Fluss, Wear ist ein britannisches Wort mit der Bedeutung Wasser)                                                                                                |
| Warwickshire           | Altenglisch                       | Shire von Warwick: Siedlungen beim Wehr |
| West Midlands          | Englisch                          | Westlicher mittlerer Landstrich |
| Westmorland            | Altenglisch                       | Bezirk westlich der Moore |
| Wiltshire              | Altenglisch                       | Shire von Wilton: Bauernhof, bei dem Weidenbäume wachsen |
| Worcestershire         | Altenglisch/Lateinisch            | Shire von Worcester: Römische Stadt (castrum) des Stammes der Weogora (Weogora ist ein britannischer Name und bedeutet vom sich schlängelnden Fluss) |
| Yorkshire              | Britannisch/ Altnordisch          | Shire von York: Ursprünglich britannisches Wort mit der Bedeutung Eibe, das von Engländern und Wikingern falsch verstanden wurde und die Bedeutung Wildschweinsiedlung erhielt. Sie leiteten daraus den Namen Jorvik ab, was Wildschwein-Mündung bedeutet.  |

## Nordirland
| County                 | Herkunftssprache | Bedeutung |
| ---------------------- | ---------------- | --- |
| Antrim                 | Irisch           | Allein stehendes Haus |
| Armagh                 | Irisch           | Anhöhe der Macha |
| Down                   | Irisch           | County von Downpatrick: Patricks Fort (ursprünglich Dún Lethglaise oder Fort am Bach) |
| Fermanagh              | Irisch           | Männer vom Stamm des Manaigh |
| Londonderry bzw. Derry | Englisch/ Irisch | Irisch Derry bedeutet Eichenhain. Den Namenszusatz London erhielten Ort und Grafschaft im 17. Jahrhundert durch protestantische Siedler aus London. Seine Verwendung ist seit langem umstritten, so dass oft parallel beide Namensformen verwendet werden. |
| Tyrone                 | Irisch           | Land des Eoghain |

## Schottland
| County             | Herkunftssprache  | Bedeutung |
| ------------------ | ----------------- | --- |
| Aberdeenshire      | Piktisch          | Shire von Aberdeen: Mündung des Flusses Dee (Dee bezieht sich auf die keltische Göttin Devona) Aber bedeutet Mund in der Gälischen Sprache, und Dee ist der Fluss. Siehe auch das Nordische Inver. |
| Angus              | Piktisch          | Oengus, König der Pikten im 8. Jahrhundert |
| Argyll             | Gälisch           | Küstengebiet der Gaels |
| Ayrshire           | Gälisch           | Shire am Fluss Ayr |
| Banffshire         | Gälisch           | Shire von Banff: Ferkel |
| Berwickshire       | Altenglisch       | Shire von Berwick: Gerstenfarm |
| Buteshire          | Gälisch           | Feuer |
| Caithness          | Altnordisch       | Vorgebirge der Katzen |
| Clackmannanshire   | Walisisch         | Shire von Clackmannan: Stein von Manau (Manau ist ein Wort unbekannter Herkunft) |
| Cromartyshire      | Gälisch           | Shire von Cromarty: Bedeutet wahrscheinlich gekrümmt |
| Dumfriesshire      | Gälisch           | Shire von Dumfries: Fort der Friesen (die Herkunft von Friesen ist unbekannt, doch man nimmt an, dass das Wort lockig bedeutet, wie in lockiges Haar)                                              |
| Dunbartonshire     | Altenglisch       | (Früher 'Dumbartonshire' geschrieben) Shire von Dumbarton: Stadt von Dunbar (nach Hugh Dunbar) |
| East Lothian       | Gälisch           | Ort des Leudonus |
| Fife               | Piktisch          | Ort des Fib |
| Inverness-shire    | Gälisch           | Shire von Inverness: Mündung des Flusses Ness (Ness stammt vom altnordischen näs (Nase), was auch Landenge bedeutet)                                                                               |
| Kincardineshire    | Gälisch/ Piktisch | Shire von Kincardine: Kopf der Leiche |
| Kinross-shire      | Gälisch           | Shire von Kinross: Ende des Vorgebirges |
| Kirkcudbrightshire | Altnordisch       | Shire von Kirkcudbright: Kirche des Heiligen Cuthbert von Lindisfarne |
| Lanarkshire        | Walisisch         | Shire von Lanark: (Ort in der) Lichtung |
| Midlothian         | Gälisch           | Ort des Leudonus |
| Morayshire         | Britannisch       | Shire von Moray: Meeressiedlung |
| Nairnshire         | Britannisch       | Shire von Nairn: Eindringender Fluss |
| Orkney             | Altenglisch       | Inseln der Orkos (Orkos stammt wahrscheinlich von einem gälischen Stammesnamen, der Wildschwein bedeutet)                                                                                          |
| Peeblesshire       | Walisisch         | Shire von Peebles: Ort mit Zelten |
| Perthshire         | Piktisch          | Shire von Perth: Ort beim Dickicht |
| Renfrewshire       | Walisisch         | Shire von Renfrew: Spitze der Strömung |
| Ross-shire         | Gälisch           | Shire von Ross: Moorland |
| Roxburghshire      | Altenglisch       | Shire von Roxburgh: Festung des Hroc |
| Selkirkshire       | Altenglisch       | Shire von Selkirk: Kirche bei einer Halle |
| Shetland           | Altnordisch       | Herkunft umstritten, könnte sich aber auf eine Person namens Zet beziehen (Land des Zet) |
| Stirlingshire      | nicht bekannt     | Shire von Stirling: Bedeutung unbekannt |
| Sutherland         | Altnordisch       | Südliches Land |
| West Lothian       | Gälisch           | Ort des Leudonus |
| Wigtownshire       | Altenglisch       | Shire von Wigtown: Siedlungsort |

Für einzelne der hier aufgeführten Countys gibt es jeweils eine weitere Bezeichnung:
- Elginshire für Morayshire
- Forfarshire für Angus
- Haddingtonshire für East Lothian
- Zetland für Shetland

## Wales
| County          | Herkunftssprache      | Bedeutung |
| --------------- | --------------------- | --- |
| Anglesey        | Altnordisch           | Ongulls Insel, amtlicher kymrischer Name Ynys Môn |
| Brecknockshire  | Walisisch             | Shire von Brecknock: Land des Brychan, amtlicher kymrischer Name Brycheiniog                                                                                 |
| Caernarfonshire | Walisisch             | Shire von Caernarfon: Fort gegenüber von Fon (Mon ist der walisische Name für Anglesey und wird nach einem femininen Substantiv Präposition in fon geändert) |
| Cardiganshire   | Walisisch             | Shire von Cardigan: Land des Ceredig |
| Carmarthenshire | Walisisch/ Lateinisch | Shire von Carmarthen: Fort am Maridunum (der römische Ortsname Maridunum bedeutet Fort am Meer)                                                              |
| Clwyd           | Walisisch             | vom gleichnamigen Fluss (Clwyd bedeutet Hürde) |
| Denbighshire    | Walisisch             | Shire von Denbigh: Kleine Festung |
| Dyfed           | Walisisch             | Bezirk der Demetae (Demetae ist unbekannter Herkunft, beschreibt aber vorrömische Bewohner der Gegend)                                                       |
| Flintshire      | Altenglisch           | Shire von Flint: Ort aus harten Felsen |
| Glamorgan       | Walisisch             | Ufer des Morgan |
| Gwent           | Britannisch           | Handelsplatz |
| Gwynedd         | Walisisch             | Benannt nach Cunedda, dem Begründer der Königsdynastie Gwynedd                                                                                               |
| Merionethshire  | Walisisch             | Shire von Merioneth: Ort des Meirion |
| Monmouthshire   | Altenglisch           | Shire von Monmouth: Mündung des Flusses Monnow (Monnow ist ein britannisches Wort und bedeutet schnell fließend)                                             |
| Montgomeryshire | Französisch           | Shire von Roger de Montgomery |
| Pembrokeshire   | Walisisch             | Shire von Pembroke: Land am Ende |
| Powys           | Lateinisch/ Walisisch | Provinzstadt |
| Radnorshire     | Altenglisch           | Shire von Radnor: Rotes (Fluss-)Ufer |